# Berejest, Ovruci
Berejest (în ucraineană Бережесть) este un sat în comuna Rudnea din raionul Ovruci, regiunea Jîtomîr, Ucraina.

## Demografie
Componența lingvistică a localității Berejest
     Ucraineană (96,65%)
     Rusă (2,09%)
     Română (1,26%)
Conform recensământului din 2001, majoritatea populației localității Berejest era vorbitoare de ucraineană (96,65%), existând în minoritate și vorbitori de rusă (2,09%) și română (1,26%).